# 斗六 (大字)
斗六，是台灣雲林縣斗六市的一個傳統地域名稱，也是市中心的發源地，位於該市中部略偏西。相較於今日行政區，其範圍大致包括鎮東里西北部凸出部分的西南側及西部中央凸出部分的西南大半部、成功里西北部、忠孝里、仁愛里不含最南端、公正里北部中央及西側凸出部分、信義里不含東北端、四維里、太平里、公誠里南端、三平里南半部、光興里、中和里、鎮西里東北端。

## 歷史
台灣清治末期至日治初期，斗六地區為一街庄，稱為「斗六街」，隸屬於斗六堡。該街北邊及東邊北段與海豐崙庄為鄰，東邊南段及南邊東段與林子頭庄為鄰，南邊西段為大潭庄為鄰，西邊為保長廍庄。
1901年（日治明治三十四年）11月，全台廢縣廳改設二十廳，該街隸屬於斗六廳。1903年（明治三十六年）6月，該街編入「斗六區」，隸屬於斗六廳。1909年（明治四十二年）10月，合併二十廳為十二廳，斗六區改隸屬於嘉義廳。1920年（大正九年），全台地方制度大改正，廢十二廳改設五州二廳，該街改制為「斗六」大字，隸屬於臺南州斗六郡斗六街。
戰後斗六街改制為斗六鎮，隸屬於臺南縣，大字亦改制為里。1946年8月，斗六、林內分治，本地區仍隸屬斗六鎮。1950年10月，雲、嘉、南分治，斗六鎮改隸屬雲林縣。1981年，斗六鎮升格為縣轄斗六市。

## 聚落
本地區發展較早的聚落有斗六、西庄尾等，在日治期初期的官方地圖上已有記載。

## 交通
台鐵縱貫線是台灣西部南北鐵路幹線，大致以東北—西南走向經過斗六地區西北站。境內設有斗六車站，屬一等站，除部分普悠瑪號、自強號外，其餘列車皆停靠。由此可前往台鐵沿線各站。
國道3號又稱「福爾摩沙高速公路」，是貫穿台灣西部的兩條縱向高速公路之一，大致以西北微北—東南微南走向繞大彎轉北向南再繞大彎轉東北—西南走向蜿蜒經過本地區東部邊界外不遠處。北側最近的交流道是省道台3線交會處的斗六交流道；南側最近的是古坑交流道，包括縣道149甲線交會處北側匝道（僅供南出北入）及縣道158甲線交會處的南側匝道（僅供南入北出），兩匝道之間另夾有古坑系統交流道，即省道台78線（東西向快速公路－台西古坑線）東側端點。由此可快速前往台灣南北各地及雲林縣中、西部。
省道台1丁線（西平路、雲林路一段）是莿桐經斗六至斗南的幹道，大致以西北—東南走向轉東北—西南走向經過本地區西部。由該道路向西北轉北北西可前往保長廍東北部、竹圍子西南端、大埔尾、樹子腳西南端、莿桐市區南側並止於省道台1線路口；向西南可前往大潭與保長廍交界地帶、保長廍西南端、九老爺北端、新庄並止於其西部邊界地帶的省道台1線另一路口（斗南市區北郊）。
省道台3線（文化路、大學路一段～三段、中山路）俗稱「內山公路」，是臺北至屏東的幹道，大致以東北東—西南西走向轉北北東—南南西走向繞大彎轉東北東—西南西走向轉北向南經過本地區東部及南部。由該道路向東北東轉東北經國道3號斗六交流道後可前往林內、竹山、名間、南投等地；向南可前往古坑、梅山、竹崎、番路西部等地。
縣道154乙線（鎮北路、中山路）是莿桐鄉饒平（樹子腳）至古坑鄉永光（麻園、崁頭厝聯合聚落）的道路，大致以北微西—南微東走向轉東北微北—西南微南走向經過本地區中部。由該道路向北微可前往海豐崙西部、竹圍子西南部、大埔尾東部、麻園（莿桐鄉）西南端、麻園與樹子腳交界地帶並止於縣道154號路口；向西南微南轉南南東可前往大潭東部、大崙東部、水碓、古坑市區、麻園（古坑鄉）並止於省道台3線路口。

## 學校
- 雲林科技大學
- 環球科技大學
- 正心中學
- 斗六高中
- 斗六家商
- 維多利亞雙語中小學
- 斗六國中
- 雲林國中
- 石榴國中
- 鎮西國小
- 鎮南國小
- 鎮東國小
- 公誠國小
- 斗六國小
- 雲林國小
- 石榴國小
- 溪洲國小
- 溝壩國小
- 久安國小
- 梅林國小
- 林頭國小
- 保長國小

## 文化資產
- 斗六警察局舊宿舍群（歷史建築）
- 農糧署宿舍（歷史建築）
- 鎮西國小大禮堂（歷史建築）